# ウォーレン・ハム
ウォーレン・ハム（Warren Ham, 1957年 - ）は、アメリカ出身の音楽家、歌手。多くのアーティストと共演し、リンゴ・スター&ヒズ・オールスター・バンドのツアーメンバーとして知られる。

## 経歴
1957年、テキサス州フォートワースで生まれる。1970年代初頭にハードロックバンドのブラッドロックに、1980年代初頭にはプログレッシブ・ロックバンドのカンサスに参加。その後、ケリー・リブグレン、マイケル・グリーソン、デニス・ホルトと共にコンテンポラリー・クリスチャン・ミュージックバンドのADを結成する。1980年代後半と2017年以降、ロックバンドのTOTOのサポートメンバーとしてツアーに参加。シェール、デヴィッド・ゲイツ＆ブレッド、カンサス、ドナ・サマー、TOTO、リンゴ・スター、フランキー・ヴァリ＆フォー・シーズンズ、ビル・メドレー、オリビア・ニュートン・ジョン、エイミー・グラント、ニール・ダイアモンドなどのアーティストとレコーディングや共演をしている。2014年以降、リンゴ・スター&ヒズ・オール・スター・バンドのツアーメンバーである。

## ディスコグラフィ

### ソロ
- 『カム・オン・チルドレン（イタリア語版）』 - (2000年)[8]

### カンサス
- 『ドラスティック・メジャーズ（英語版）』 - (1983年)

### AD
- 『アーツ・オブ・ザ・ステイト（英語版）』 - (1985年)
- 『リコンストラクションズ（英語版）』 - (1987年)